# A magyar nép múltja és jelene
A magyar nép múltja és jelene egy nagy terjedelmű 19. század végi magyar történelmi összefoglaló.

## A mű története
A századforduló népszerű írója, Benedek Elek egy 1021 nyomtatott oldalas műben tett kísérletet arra, hogy népszerű–olvasmányos módon feldolgozza a magyar nép történetét. A kortárs nagy történelmi szintézisektől tehát eltért abban, hogy nem elsősorban a királyok és hadvezérek, nagy külpolitikai események vizsgálatát helyezte a középpontba. Az Athenaeum Irodalmi és Nyomdai Rt. gondozásában Budapesten 1898-ban megjelent munka első kötete tulajdonképpen az alsóbb néposztályok történetével foglalkozik (honfoglalás, rendi különbségek, jobbágyság élete, parasztfelkelések, a jobbágyság felszabadítása). A második kötet a magyar parasztság 19. század végi életének néprajzszerű leírását tartalmazza. (Ami azóta ugyancsak történelemmé vált.) Mindkét kötet értékét növeli a számos fekete-fehér szövegrajz.

## Elektronikus és fakszimile kiadás
A mű elektronikus változatát az Archive.org archiválta. Ugyancsak elektronikus könyvként adta közre ismét a Fapadoskönyv 2012-ben, és az Adamo Books 2018-ban.
Fakszimile kiadásban az Alter-Natív Kiadó tette közzé Budapesten 2001-ben.

## Kötetbeosztás
| Kötetszám | Kötetcím                     | Oldalszáma | Kiadási év | Elektronikus elérés |
| --------- | ---------------------------- | ---------- | ---------- | ------------------- |
| I. kötet  | A szolgaságtól a szabadságig | 560        | 1898       | Archive.org         |
| II. kötet | A bölcsőtől a sírig          | 463        | 1898       | Archive.org         |